# Frederico Pellarin
Frederico Pellarin foi um escultor e ornatista de origem italiana, radicado no Brasil. 

## Biografia

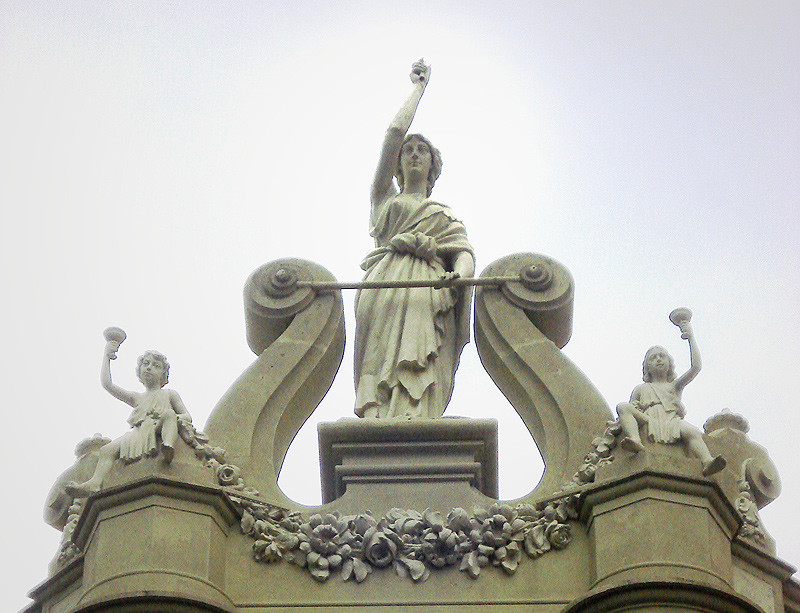
Grupo representando a Luz, na fachada da Confeitaria Rocco

Estudou em Milão, Veneza e Roma, passando a viajar por diversos locais até fixar-se por algum tempo em Buenos Aires, onde trabalhou até 1900. Visitou Porto Alegre de passagem em 1898, e para lá voltou em 1902, para não mais sair, trabalhando como artífice na oficina de escultura e decoração predial de João Vicente Friedrichs até 1906. Mais tarde associou-se a Gustavo Steigleder, mantendo uma oficina em comum. Algumas de suas obras identificadas estão nas fachadas da Confeitaria Rocco e de alguns prédios históricos da Universidade Federal do Rio Grande do Sul, incluindo a Faculdade de Direito, o Instituto Eletrotécnico e o Observatório Astronômico.